# Eynsham
Eynsham is een civil parish in het bestuurlijke gebied West Oxfordshire, in het Engelse graafschap Oxfordshire met 4648 inwoners.